# Dmitri Anatoljewitsch Rjabykin
Dmitri Anatoljewitsch Rjabykin (russisch Дмитрий Анатольевич Рябыкин; * 24. März 1976 in Moskau, Russische SFSR) ist ein ehemaliger russischer Eishockeyspieler, der seit Oktober 2022 als Assistenztrainer beim HK Metallurg Magnitogorsk aus der Kontinentalen Hockey-Liga beschäftigt ist.

## Karriere
Dmitri Rjabykin begann seine Karriere als Eishockeyspieler beim HK Dynamo Moskau, für den er in der Saison 1994/95 sein Debüt in der russischen Superliga gab, wobei der Verteidiger auf Anhieb in seinem Rookiejahr GUS-Meister. Bereits als Jugendspieler wurde er im NHL Entry Draft 1994 in der zweiten Runde als insgesamt 45. Spieler von den Calgary Flames ausgewählt, für die er allerdings nie spielte. Im Sommer 1998 verließ Rjabykin den Hauptstadtklub und unterschrieb bei deren Ligarivalen HK Awangard Omsk, für den er die folgenden neun Jahre auf dem Eis stand und 2001 sowie 2006 jeweils Vizemeister. Am Ende der Saison 2003/04 wurde er mit dem Team Russischer Meister. Zudem gewann der Rechtsschütze auf europäischer Ebene mit Omsk 2005 den IIHF European Champions Cup, nachdem er mit seiner Mannschaft im Finale Kärpät Oulu aus der finnischen SM-liiga geschlagen hatte. Nach einer Saison beim SKA Sankt Petersburg kehrte der ehemalige Nationalspieler vor der Saison 2008/09 zum HK Awangard Omsk aus der neu gegründeten Kontinentalen Hockey-Liga zurück, für den er bis Januar 2012 spielte.
Anschließend wurde er vom HK Traktor Tscheljabinsk verpflichtet. Nach der Saison 2014/15, die er beim HK Jugra Chanty-Mansijsk verbrachte, beendete er seine Karriere. Ab 2016 war er Assistenztrainer beim HK Awangard Omsk und wurde zur Saison 2022/23 zum Cheftrainer befördert. Im Oktober 2022 wurde er entlassen und wenige Tage später als neuer Assistenztrainer beim HK Metallurg Magnitogorsk vorgestellt.

### International
Für Russland nahm Rjabykin unter anderem an der Weltmeisterschaft 2002 teil, bei der er mit seiner Mannschaft den zweiten Platz belegte.

## Erfolge und Auszeichnungen
- 1995 GUS-Meister mit dem HK Dynamo Moskau
- 1998 Bester Verteidiger des IIHF Continental Cup
- 2001 Russischer Vizemeister mit dem HK Awangard Omsk
- 2002 Beste Plus/Minus-Bilanz der Superliga-Playoffs
- 2004 Russischer Meister mit dem HK Awangard Omsk
- 2005 IIHF-European-Champions-Cup-Gewinn mit dem HK Awangard Omsk
- 2006 Russischer Vizemeister mit dem HK Awangard Omsk

### International
- 1994 Silbermedaille bei der U18-Junioren-Europameisterschaft
- 1996 Bronzemedaille bei der Junioren-Weltmeisterschaft
- 2002 Silbermedaille bei der Weltmeisterschaft

## KHL-Statistik
(Stand: Ende der Saison 2014/15)